# Honeywell DDP-516
Honeywell DDP-516 (DDP-516) је професионални рачунар фирме Honeywell који је почео да се производи у Сједињеним Америчким Државама током 1966. године.
RAM меморија рачунара је имала капацитет од 32 Kb.

## Детаљни подаци
Детаљнији подаци о рачунару DDP-516 су дати у табели испод.
|                       |                           |
| [ 1 ]                 |                           |
| Произвођач            |                           |
| Тип                   | професионални рачунар     |
| Меморија              | 32 .                      |
| Поријекло             | Сједињене Америчке Државе |
| Година                | 1966                      |
| Тастатура             |                           |
| Процесор              |                           |
| Фреквенција процесора | 1,1                       |
| RAM                   | 32 .                      |
| ROM                   |                           |
| Текст                 |                           |
| Графика               |                           |
| Боја                  |                           |
| Звук                  | само пиштање              |
| Димензије             | 45 x 36 x 21 / 13         |
| Портови               |                           |
| Оперативни систем     |                           |